# Neko I.
Neko I (Menjeperra-Nekau Nekos, Nikau) byl králem v Sais a Memfis v pozdním období třetí přechodné doby a pozdní fázi Nubijské 25. dynastie a vlády faraona Taharky ~ 672–664 př. n. l. Jeho původ se odvozuje od vládců v Sais, jeho otcem byl Tefnacht II. (v řečtině Στεφινάτης Stephinátēs)  Byl prvním bezpečně ověřeným místním saiským králem 26. egyptské dynastie, který vládl 8 let (672–664 př. n. l.) podle Manethovy Aegyptiaci. Ke znovu sjednocení Egypta došlo za vlády jeho syna Psammetika I.

## Historický vývoj

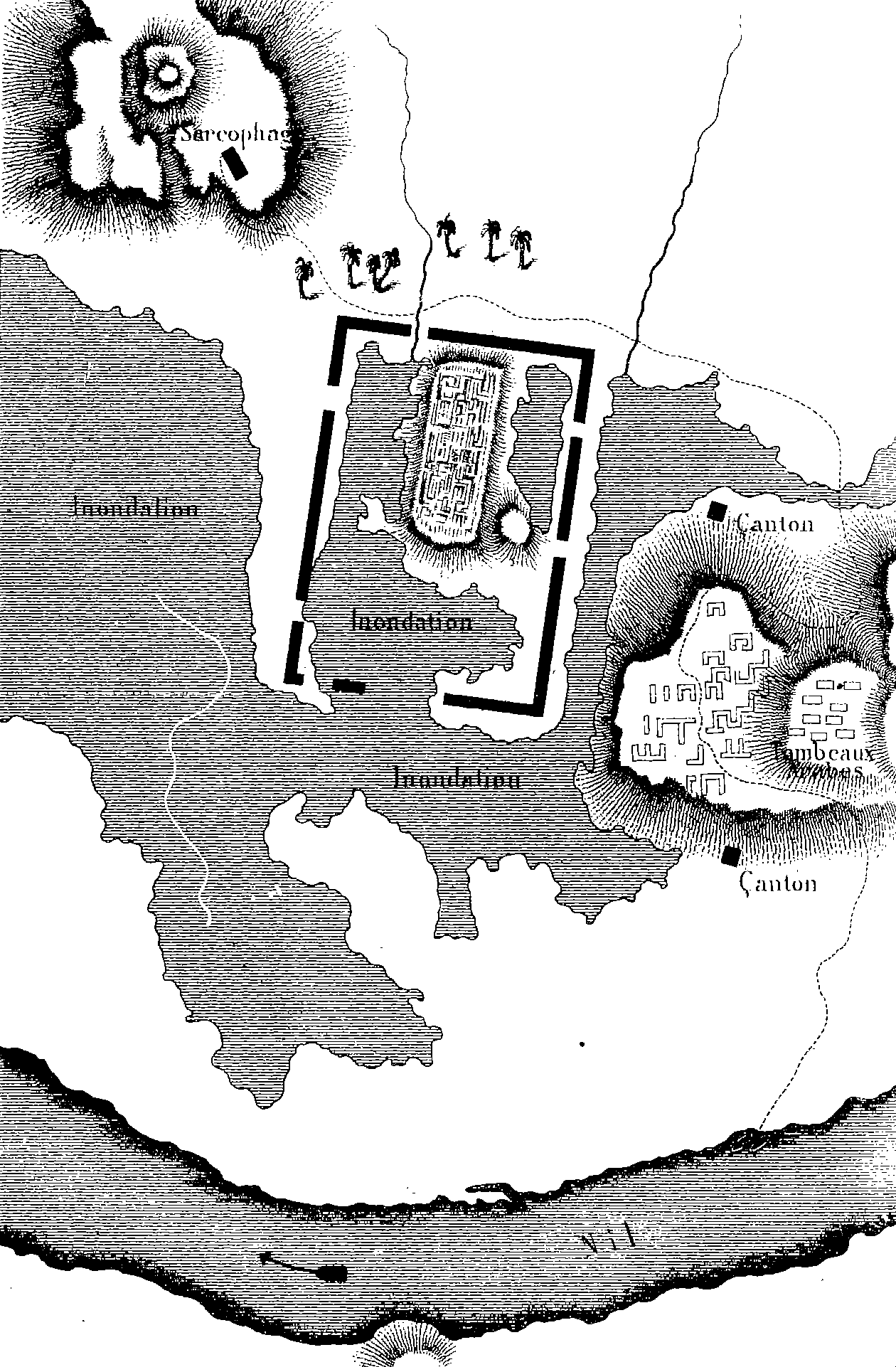
Mapa ruin Sais (Sa el-Hagar), Egypt, J. François Champollion 1828

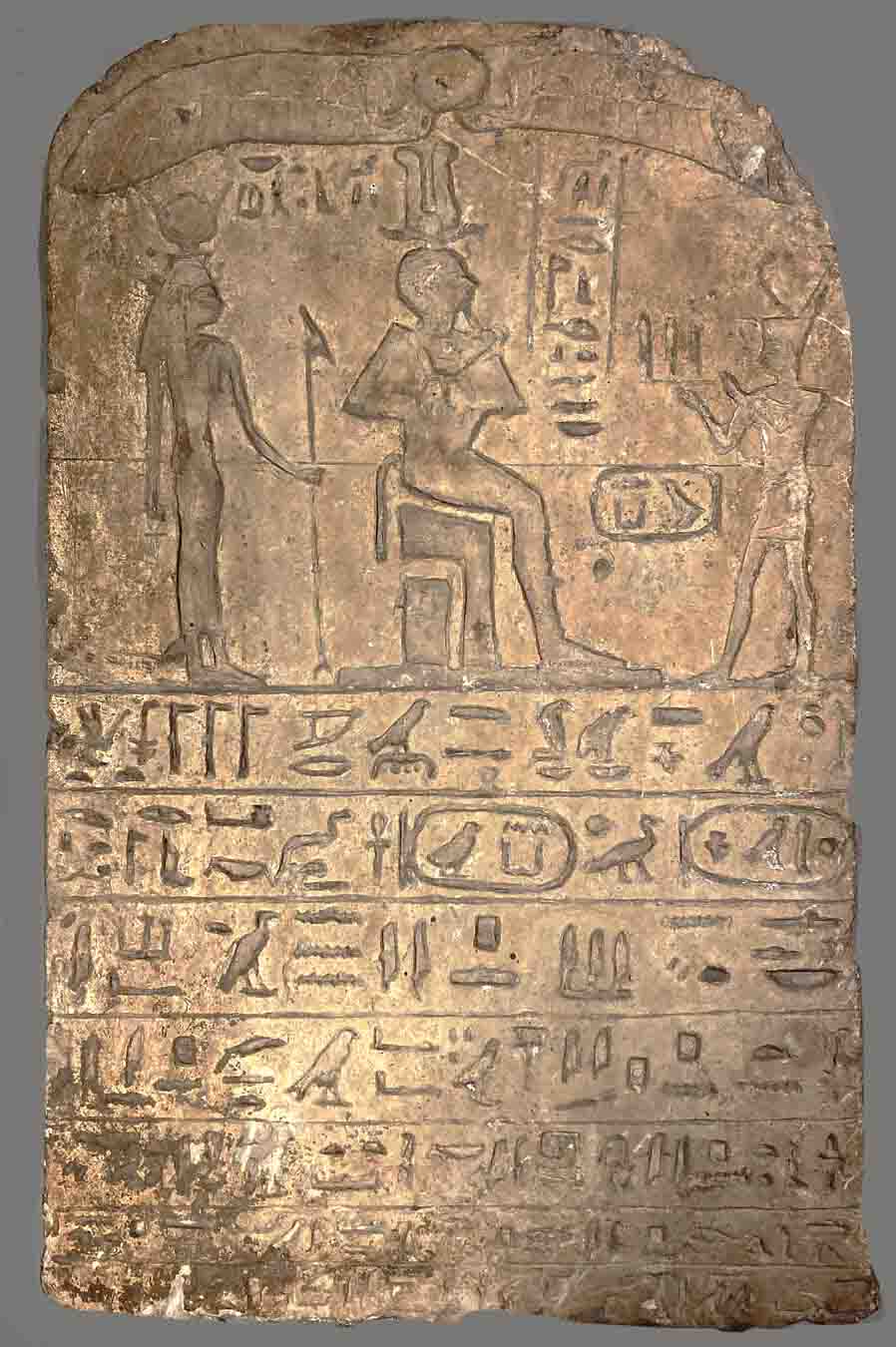
Darovací stéla – Necho I (~II) přináší dary Osirisovi a bohyni Hathor, v text stély je kartuše faraona Necho II.

Život a jeho vláda v Seis se odvíjel v sobě trvajících střetů mezi Asyřany a vládci Nubijské 25. dynastie, především pak předposledního faraona Taharky  a asyrského krále Asarhaddona a jeho následníka Aššurbanipala. Expanze Asýrie za vlády Asarhaddona zasáhla Egypt V roce 671 př. n. l. asyrská vojska obsadila Dolní Egypt a ovládla Memfis. Na konci jara téhož roku Esarhaddon shromáždil své jednotky ve snaze dobýt Egypt a porazit Taharku jednou provždy. Ve třech bitvách, které se odehrály od 3. do 22. dne postního měsíce letního období Esarhaddon radostně vstoupil do Memphisu a posadil se na Taharqův trůn. Proti Asyřanům se vzbouřili Egypťané, ale vzpoura byla krutě potlačena, ale s Asyřany loajální Neko I. si svoji pozici v Seis udržel. Pardu  tyto souvislosti odvozuje od rozborů textů na „Darovací stéle Necha“. Data úmrtí faraona Taharky se kryjí s datem nástupu jeho syna a následníka Psammetika I. v roce 664 př. n. l., takže to je také údaj úmrtí Neka I.
Po náhlém úmrtí Asarhaddona 669 př. n. l. jeho syn a následník Aššurbanipal se v domácím prostředí dostal do mocenských sporů a Psammetik I. využil z toho vyplývajícího oslabení Asyřanů v Egyptě a ovládl Dolní Egypt a sádelní město Memfis. Psammetik je uváděn jako zakladatel 26. dynastie, i když jeho otec Neko I. na tom měl významný rodový podíl. 

## Epilog
Zakladatel 26. dynastie, Psammetik I., dědic historického odkazu, byl konfrontován s několika problémy – starověký ideál Egypta jako sjednoceného království byl vážně nahlodán soupeřením mezi domácími nepřátelské mocenskými bloky v podobě kněžstva v Thébách a Libyjské dynastie, což delší dobu rozmělňovalo centrální moc státu a vedlo k ekonomickému oslabení, ale naproti tomu, signalizovalo ambiciozním asijským sousedům a nubijským králům aby opět získali kontrolu nad bohatým Egyptem. Jakýkoli pokus o znovuvytvoření mocného a jednotného egyptského státu bylo závislé na jejich vymýcení nebo alespoň neutralizaci nepřátelských hrozeb. V tomto dosáhla 26. dynastie velkolepého úspěchu, který nemělo být korunováno ničím menším než obrodou Egypta jako hlavní mezinárodní mocností. Úsilí Psammetika I. vedlo k ovládnutí Dolního Egypta s centry v Sais, Memphis a Athribis a konečně ~ v 5. roce vlády i k vytlačení Nubijců, vedených následníkem Taharky, Tantamuna za hranice u I. kataraktu na Nilu. Sjednocení Egyptu završil jeho syna Neco II. (610–595 př. n. l.) o půl století později.